# 289587 Chantdugros
289587 Chantdugros è un asteroide della fascia principale. Scoperto nel 2005, presenta un'orbita caratterizzata da un semiasse maggiore pari a 2,2930437 UA e da un'eccentricità di 0,1846342, inclinata di 3,08080° rispetto all'eclittica.